# Uvs (provincie)
Uvs is een van de eenentwintig ajmguud (bestuurlijke regio's) van Mongolië. De hoofdstad is Ulaangom.
Uvs ligt in het noordwesten van Mongolië. De noordgrens is tevens de landsgrens met Rusland, meer bepaald met de autonome republiek Toeva.

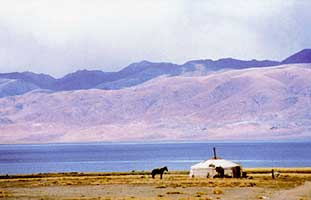
Uvs-Noor-meer

De ajmag is genoemd naar het grootste meer van Mongolië, Uvs Nuur.

## Geografie

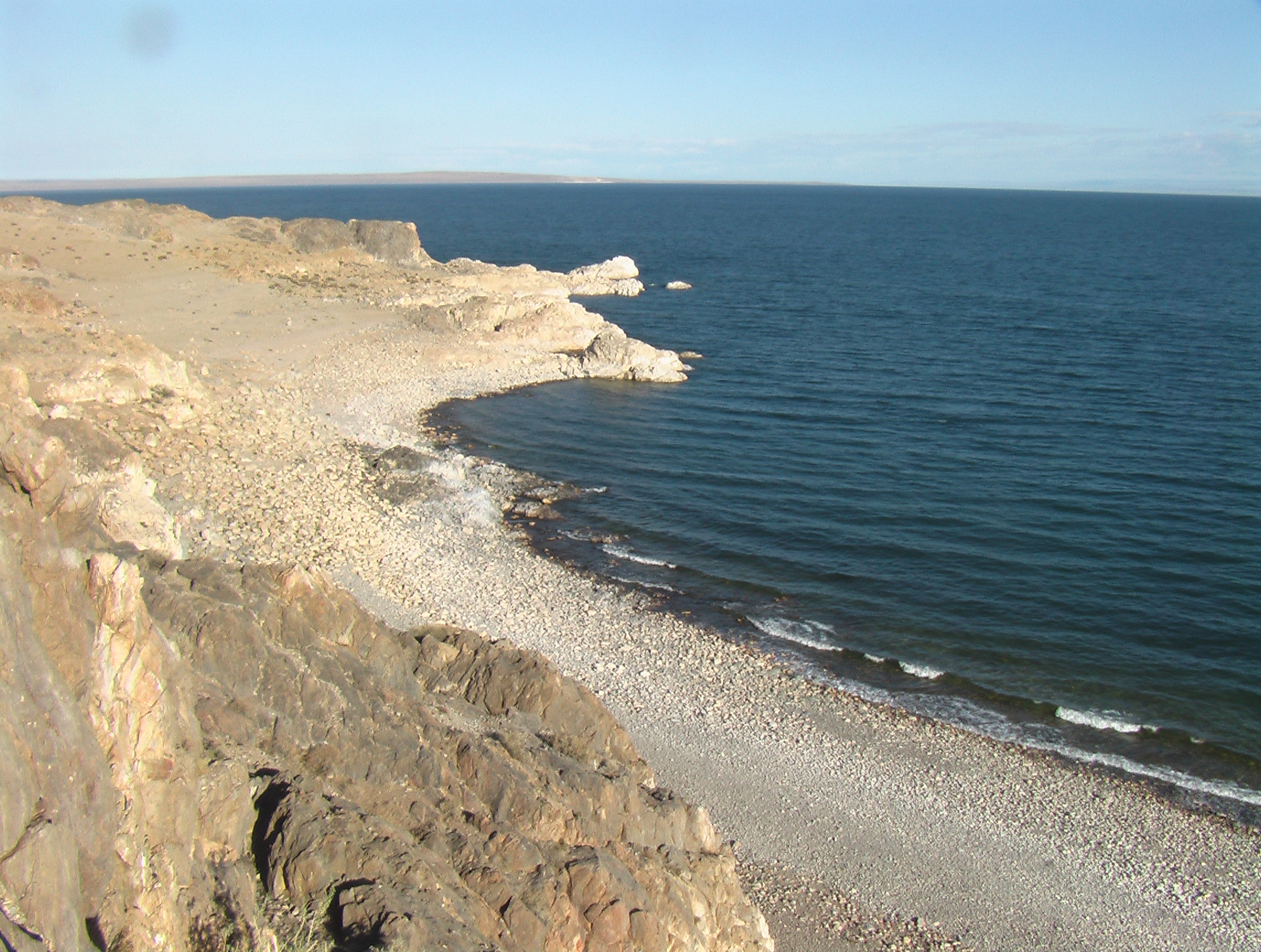
Chjargas-meer

Delen van de steppe in deze provincie worden beschermd als World Heritage Site Ubsunur Hollow. In het noorden grenst de provincie over een afstand van 640 km aan de Russische Federatie, in het oosten is er een grens van 340 km met Zavhan. Aan de zuid- en de westkant liggen de provincies Hovd en Bajan-Ölgi. De oppervlakte van Uvs bedraagt 69.585 km²; van het totale gebied bestaat 60% uit bergachtig terrein, 40% bestaat uit steppen. Voorts zijn er enkele meren, de grootste zijn het Uvs Nuur en het Chjargas Nuur.
In de provincie heerst een koud steppeklimaat.

## Bevolking
Mongoolse en proto-Mongoolse volken hebben al sinds de oudheid in de provincie geleefd. Tegenwoordig bestaat 60% van de bevolking uit Dörbet (Oirat-Mongolen), 15% Bajid en 15% Chalcha-Mongolen. Ook leven er in de provincie kleine aantallen Toevanen, Chotons en Kazachen.
Aan het eind van 2014 waren er in totaal 20.719 huishoudens waarvan 7.476 in de hoofdstad Ulaangom, 4.105 in andere steden en dorpen en 9.138 woonden daarbuiten als herders en veehouders. Het totaal aantal inwoners bedroeg in 2018 84.309.

## Geschiedenis
Na de revolutie van 1921 in Mongolië werd op 21 november 1925 de Chandmani Uulyn Ajmag (Mongools: Чандмань уулын аймаг) gevormd, vertaald: juweelberg provincie. Deze provincie omvatte het hele westelijk deel van het land, namelijk de huidige provincies Uvs, Hovd en Bajan-Ölgi. In 1931 werd de provincie opgesplitst in de huidige drie delen, waarbij Uvs aanvankelijk gedurende enkele jaren de naam Dörvöd kreeg, naar de belangrijkste etnische groep.

## Administratieve indeling

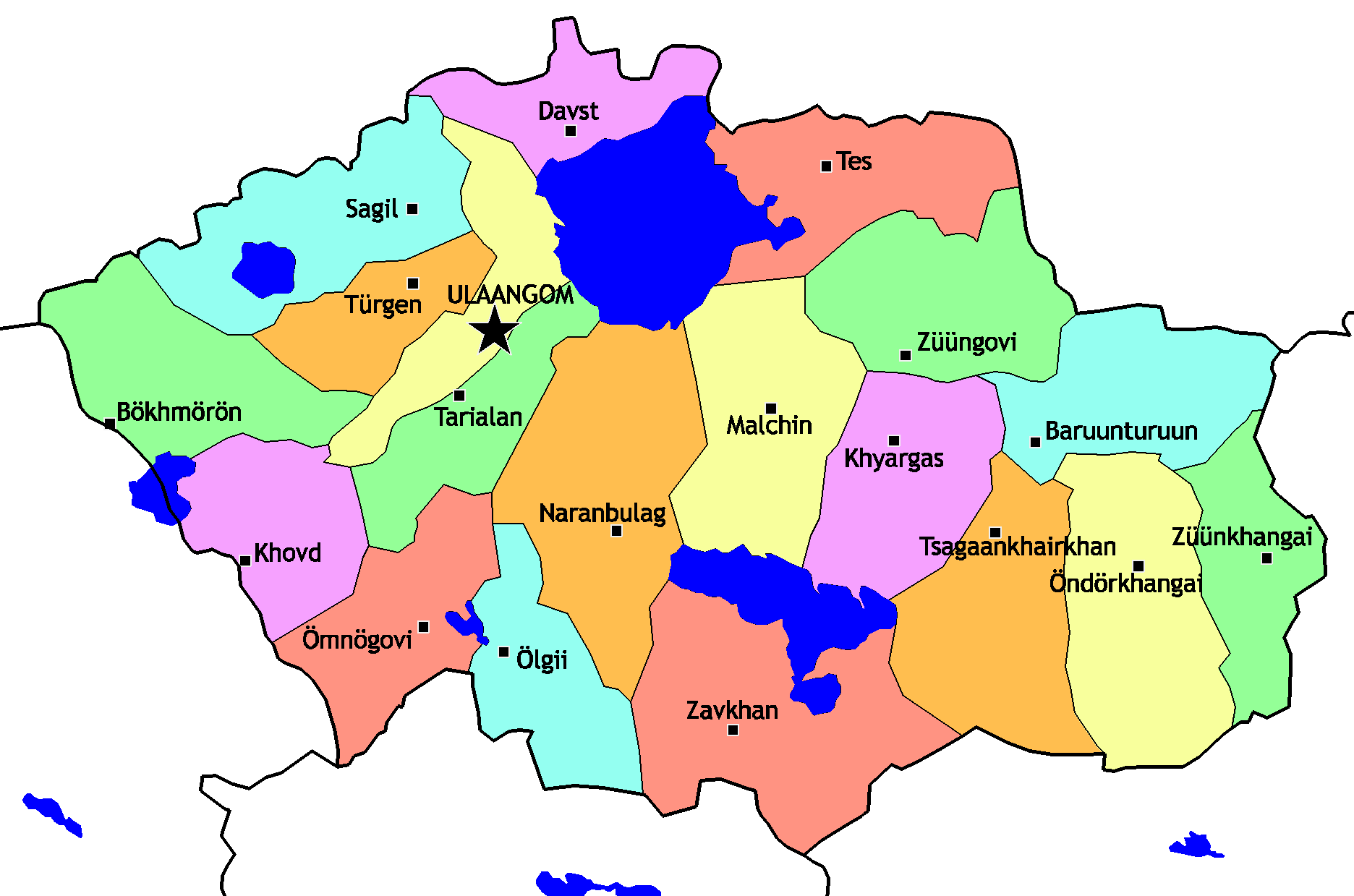
Sums in Uvs

De provincie is verdeeld in 19 Sums. Naast de hoofdstad met ruim 27.800 inwoners, telt alleen de plaats Tes meer dan 5.000 inwoners. Het inwonertal van de provincie is tussen 2003 en 2016 gedaald met ruim 6.000; de daling deed zich, behalve in de hoofdstad, vrijwel overal voor.

## Veestapel
In 2014 was er een totaal van ruim 2,5 miljoen stuks vee; dat is een stijging van bijna een miljoen vergeleken met het jaar 2000. In detail bedroegen de aantallen per 2014: 19.500 kamelen, 88.400 paarden, 145.500 koeien, 1.260.000 schapen en 1.047.000 geiten.
Arhangaj · Bajan-Ölgi · Bajanhongor · Bulgan · Darhan-Uul · Dornod · Dornogovĭ · Dundgovĭ · Govĭ-Altaj · Govĭsümber · Henti · Hovd · Hövsgöl · Ömnögovĭ · Orhon · Övörhangaj · Selenge · Sühbaatar · Töv · Uvs · Zavhan